# Vila Hynka Pelce
Vila Hynka Pelce je rodinný dům, který stojí v Praze 5-Hlubočepích ve vilové čtvrti Barrandov v ulici Filmařská.

## Historie
Vilu postavenou pro dr. Hynka Pelce a jeho manželku Ludmilu v letech 1934—1935 navrhl architekt Vladimír Grégr.
Prof. MUDr. Hynek Pelc byl profesor na Karlově univerzitě a ředitel Státního zdravotního ústavu. Jako člen odboje byl za druhé Heydrichiády 13. června 1942 zatčen a popraven 2. července 1942, v předvečer konce stanného práva.

## Popis
Dům ve svahu je postaven ve stylu lidové architektury (vernakulární, tradiční) s hrázděným zdivem. Okna jsou velká a bohatě členěná. Pokryt je sedlovými střechami; střecha v jižním směru má výrazný štít. Prostor mezi příčným a podélným křídlem je dostavěn a využit jako terasa.
Plastiky
U vstupu z ulice je socha nahé dívky v nadživotní velikosti „Eva“ od sochaře Josefa Pekárka (kopie sochy Vltava na Dětském ostrově). Socha nahého muže je umístěna na přístupovém schodišti, další sochy jsou rozmístěny po ploše zahrady.